# Yassine Aghaous
Yassine Aghaous (9 oktober 1986) is een Marokkaans voormalig baanwielrenner.

## Carrière
Op de weg werd Agahous in 2010 tiende in de Trophée de la Maison Royale, een Marokkaanse eendagswedstrijd die deel uitmaakt van een reeks van de Challenges du Prince.
In februari 2016 nam Aghaous deel aan de tweede Afrikaanse kampioenschappen baanwielrennen. In de tijdrit over één kilometer behaalde hij achter Jean Smith en Abdelbasset Hannachi de bronzen medaille. Een dag later won hij goud op het sprintonderdeel, door in de finale zijn landgenoot El Mehdi Laanaya te verslaan. Weer twee dagen later wist hij samen met zijn teamgenoten Mohamed Ennasiry en Mehdi Belfares de teamsprint te winnen.

## Palmares
| Jaar | MK | AK                        | WK | Overig |
| ---- | -- | ------------------------- | -- | ------ |
| 2016 |    | Sprint · Teamsprint · 1km |    |        |